# Аустријска школа
Аустријска школа економиста је школа економске мисли која сматра да је главни узрок економских проблема мешање државе у тржишне токове. Њихови ставови се сматрају прилично радикалним због тога што они своју критику не ограничавају само на традиционално државне системе као што су социјализам и комунизам, већ и на широко прихваћене механизме у капитализму као што су  централне банке. Једни од најпознатијих поборника аустријске школе су аустријски економиста Лудвиг фон Мизес и економиста и филозоф Фридрих Хајек.
Једна од најбитнијих особина капитализма је постојање  пословних циклуса, који су периоди наизменичних промена између великих успона и падова. Најпознатији пример пада пословних циклуса је велика депресија која се десила у САД 1929-1933. Разлози постанка велике депресије и економска политика владе САД током и после велике депресије су један од највише студираних тема у историји капитализма. Током овог периода, берза је пала више од 80%, бруто национали производ је пао више од 30%, док је стопа незапослености скочила преко 25%.
Једно од најшире прихваћених објашњења велике депресије је да је изазвана рестриктивном монетарном политиком Америчке централне банке која није брзо реаговала на крах берзе 1929. и тиме веома погоршала његове ефекте. Поборници овог мишљења сматрају да су САД изашле из велике депресије због акција америчког председника Френклина Рузвелта који је спровео у праксу економску политику следећи  кејнзијанизам.
Поборници аустријске школе сматрају да је велика депресија директно изазвана веома лабавом монетарном политиком Америчке централне банке током 1920-их година која је довела до веома великог повећања количине новца и кредита у систему. Овај период је у америчкој историји познат као „бесне двадесете“ („roaring twenties“). Аустријска школа сматра да су све кризе у капитализму изазване сувише лабавом монетарном политиком у претходном успону.